# In the Heat of the Night
In the Heat of the Night (En el calor de la noche) es una película policíaca estadounidense de 1967, dirigida por Norman Jewison y protagonizada por Sidney Poitier, Rod Steiger, Warren Oates y Larry Gates. Basada en la novela homónima de John Ball, ganó cinco Óscar y fue nominada a otros dos.

## Argumento
Virgil Tibbs (Sidney Poitier), un policía negro del departamento de homicidios de Filadelfia especializado en medicina forense, viaja a Sparta, Misisipi, una pequeña población del Sur de los Estados Unidos donde quiere visitar a su madre. Cuando llega es arrestado por un policía local (Warren Oates) bajo sospecha de haber asesinado a un hombre blanco adinerado. Para comprobar su identidad el jefe de policía (Rod Steiger) habla por teléfono con el superior de Tibbs en Filadelfia quien le confirma la identidad y le ofrece además que Tibbs le ayude a esclarecer el crimen. El jefe de policía, a quien dominan los prejuicios raciales, se resiste a aceptar esta colaboración. No obstante, poco a poco se va dando cuenta de la valía de Tibbs y su actitud de rechazo comienza a cambiar.

## Reparto
- Sidney Poitier como Virgil Tibbs
- Rod Steiger como Bill Gillespie
- Warren Oates como Sam Wood
- Lee Grant como Mrs. Colbert
- Larry Gates como Eric Endicott
- James Patterson como Mr. Purdy
- William Schallert como Mayor Schubert
- Beah Richards como Mama Caleba
- Peter Whitney como Courtney
- Kermit Murdock como Henderson
- Larry D. Mann como Watkins
- Matt Clark como Packy Harrison
- Arthur Malet como Ulam
- Fred Stewart como Dr. Stuart
- Quentin Dean como Delores Purdy
- Scott Wilson como Harvey Oberst
- Timothy Scott como Shagbag
- William C. Watson como McNeil

## Recepción de la crítica
Bosley Crowther de The New York Times elogió a Jewison por crear «una película que tiene el aspecto y el sonido de la realidad y el pulso palpitante de la verdad». Además, elogió a Steiger y Poitier por «dar cada uno autoridad física y profundidad personal» a sus actuaciones. Richard Schickel, de la revista Life, escribió que «casi todo en esta película es bueno: los personajes secundarios nítidamente dibujados, la trama cuidadosa, la maravillosa corrección del escenario, el estado de ánimo y el diálogo de cada escena. Lo más admirable de todo es la forma en que todos evitan simplificaciones excesivas». John Mahoney de The Hollywood Reporter consideró que la película era «un misterio de asesinato apasionante y lleno de suspenso que produce un sentimiento de mayor importancia por su apariencia de importancia social y la ilusión de profundidad en el uso del color racial».
La revista Time aplaudió el tema de la unidad racial de la película que fue «inconmensurablemente ayudado por las actuaciones de Steiger y Poitier que rompen brillantemente con el estereotipo negro-blanco». Roger Ebert le dio a In the Heat of the Night una crítica positiva, elogiando la actuación de Steiger, aunque señaló que «la historia en sí era un poco demasiado simple». Más tarde la colocaría en el número diez de su lista de las diez mejores películas de 1967.

## Premios y candidaturas
- Óscar a la mejor película (1967).
- Óscar al mejor actor (Rod Steiger) (1967).
- Óscar al mejor guion adaptado (1967).
- Óscar al mejor sonido (1967).
- Óscar al mejor montaje (1967).
- Candidatura al Óscar al mejor director (Norman Jewison) (1967).
- Candidatura al Óscar a los mejores efectos de sonido (1967).